# Palazzo Seriman
Palazzo Seriman è un palazzo di Venezia situato nel sestiere di Cannaregio, con due prospetti: uno sulla Salizada Seriman e l'altro sul Rio del Gozzi.

## Storia
Questo è il palazzo di cui parla Sansovino quando, dopo aver nominato il palazzo Zeno ai Gesuiti, aggiunge che di qua dal ponte si trova quello dei Contarini, già fatto dalla casa Dolce. In un documento del 1466 viene citato questo immobile costruito forse qualche anno prima da Pietro Como su committenza della famiglia Dolce per poi passare a Contarina Contarini, consorte di Piero Priuli Michiel. Il 31 maggio 1638 venne acquistato ed elevato a dimora della famiglia da Alberto Gozzi, detto "dalla seda", perché possedeva un negozio di stoffe di seta in calle dei Toscani a Rialto. I Gozzi, che appartenevano a famiglia nobile bergamasca, vennero a Venezia nel XVI° secolo e furono ammessi al patriziato nel 1546 con Alberto Gozzi. Si estinsero nel 1698 con un altro Alberto la cui vedova, Adriana Donà, ritiratasi nel convento delle Cappuccine di Castello e rinunciando all'usofrutto di tutte le proprietà, pose anche in vendita questo palazzo che fu acquistato dalla famiglia Seriman, o Sceriman, nel 1725. I Seriman, di origine armena dalla città di Isphahan nell'allora Persia, per fuggire alle persecuzioni degli Ottomani approdarono a Venezia alla fine del Seicento. Sostennero la Repubblica di Venezia con ingenti somme, un ammontare di 72.000 ducati a sostegno della guerra contro i turchi e per questo entrarono a far parte della nobiltà venezia per soldo.
L'edificio che fu sede per vari anni dell'Accademia degli Industriosi, la quale poi si trasferì a Palazzo Morosini del Giardino, oggi è di proprietà delle Ancelle di Gesù Bambino.

## Descrizione
Si tratta di un edificio con dimensioni ragguardevoli che prefigura la transizione dal tardo-gotico al Rinascimento. Ne fanno esempio la partizione geometrica delle aperture, i capitelli della quadrifora al piano nobile ormai di gusto quasi rinascimentale, le finestre del mezzanino sono già del Cinquecento come lo è il portale di terra sulla Salizada, ma convivono con gli archi acuti trilobi o con lo splendido torciglione della colonna dell'angolo sul rio.
Probabilmente, il palazzo aveva in origine una pianta a tipo "C" con un cortile e una scala scoperta dove si trova ora una serliana, parzialmente murata, nella facciata sul rio. 
Sul retro del palazzo si conserva un bel giardino nell'area dove un tempo era un palazzo Venier, abbattuto nell'Ottocento, una volta decorato con statue di Bernardo Falconi nel suo cortile. All'interno si trova un'interessante scala barocca progettata da Antonio Gaspari che, verso la fine del Seicento, rimodellò anche il prospetto sul giardino. Il soffitto dello scalone è affrescato con una "Apoteosi della famiglia Sceriman", dipinta dal pittore tiepolesco Mattia Bortoloni nel 1727. Inoltre all'interno sono presenti due dipinti di Sebastiano Ricci: Eleazzaro e Rebecca al pozzo e Mosè difende le figlie di Jetro del XVII secolo.